# Diplôme national des métiers d’art et du design
Pour les articles homonymes, voir DMA.
Le diplôme national des métiers d'art et du design (DNMADE) est un diplôme national de l'enseignement supérieur français conférant à son titulaire le grade de licence. Il est créé en 2018 et peut être délivré par des établissements non universitaires comme des établissements d'enseignement supérieur privés.
Il vise l'acquisition de connaissances et de compétences professionnelles dans les différentes spécialités des métiers d'arts et du design. L'étudiant peut continuer sa formation par un Diplôme supérieur d'arts appliqués.

## Le diplôme
Le DN MADE est un cycle de formation en trois années qui vise le grade de licence. Le diplôme peut-être préparé par la voie de la formation initiale sous statut étudiant, dans les lycées publics et privés sous contrat, par la voie de l'apprentissage ; par la voie de la formation professionnelle continue. Il est régi par le décret n°2018-367 du 18 mai 2018 relatif au diplôme national des métiers d'art et du design, le décret n°2020-1692 du 22 décembre 2020 et l'arrêté du 18 mai 2018.
Il peut être obtenu, totalement ou partiellement, par la voie de la validation d'acquis personnels, d'acquis de l'expérience ou d'études supérieures. Depuis la rentrée 2018, le DN MADE remplace la MANAA, le diplôme des métiers d'art (créé en 1987) et les brevets de technicien supérieur en arts appliqués.
Pour accéder à la formation, les étudiants doivent justifier soit du baccalauréat, du diplôme d'accès aux études universitaires ou d'un diplôme français ou étranger admis en dispense ou en équivalence du baccalauréat ; soit d'un diplôme classé au niveau 4 du répertoire national des certifications professionnelles.
L'admission dans une formation conduisant au diplôme national des métiers d'art et du design est organisée sous l'autorité du recteur d'académie. Les inscriptions en DN MADE se font sur la plateforme Parcoursup. Le recrutement s’effectue sur dossier scolaire et lettre de motivation.
Reconnu depuis 2018 au niveau II de l'ancienne nomenclature des diplômes de 1969, il entre en décembre 2020 au niveau 6 du Répertoire national des certifications professionnelles.

## Les mentions
Le DN MADE couvre 14 mentions : animation ; espace ; événement ; graphisme ; innovation sociale ; instrument ; livre ; matériaux ; mode ; numérique ; objet ; ornement ; patrimoine ; spectacle.
- DNMADE mention Animation : pour appréhender toute la diversité plastique de l'animation cinématographique : de l'animation traditionnelle 2 D, à l'animation en volume et aux images de synthèse.

- DNMADE mention Espace : forme à l'aménagement d'espaces intérieurs ou extérieurs, publics ou privés.

- DNMADE mention Événement : réalisation de projets design mêlant graphisme, espace et produit, dans le cadre d'événementiels culturels ou commerciaux.

- DNMADE mention Graphisme : conception et la réalisation de supports de communication.

- DNMADE mention Innovation sociale : design graphique et numérique, design objet, design d'espace.

- DNMADE mention Instrument : une seule spécialité à la rentrée 2019 : horlogerie.

- DNMADE mention Livre : formation à tous les aspects du livre en tant qu'objet d'art : typographie, gravure, reliure ou illustration.

- DNMADE mention Matériaux : selon les spécialités mises en place dans les établissements, l'étudiant aborde un matériau particulier qui peut être la laque, le métal, le verre, le textile, la céramique.

- DNMADE mention Mode : formation à la création de vêtements, de l'élaboration du projet à la réalisation du produit final.

- DNMADE mention Numérique : création numérique dans les domaines du graphisme, de l'animation, de l'événementiel ou du spectacle.

- DNMADE mention Objet : démarche de design produit, de l'analyse des usages jusqu'à la phase de conception puis la réalisation finale d'un objet.

- DNMADE mention Ornement : conception et réalisation d'éléments de décors.

- DNMADE mention Patrimoine : création de mobilier contemporain, conservation et restauration de mobilier ancien, marqueterie.

- DNMADE mention Spectacle : réalisation de costumes de scène et d'accessoires, réalisation de décors scéniques, régie de spectacle, son, lumière.

| Nom du diplôme (niv. RNCP/ CEC, sauf (-)) | Années                                          |                                                          | |               |            |                    |                      |                           |                         |                         |                         |                         |                   |                       |                             |  |  |  |          |
| Nom du diplôme (niv. RNCP/ CEC, sauf (-)) | 9 et +                                          |                                                          | DE Médecin DES (-)                                                                                                  | HDR (-)       |            |                    |                      |                           |                         |                         |                         |                         |                   |                       |                             |  |  |  | DESV (-) |
| Nom du diplôme (niv. RNCP/ CEC, sauf (-)) | +8                                              | Doctorat (8)                                             | DE Médecin DES (-)                                                                                                  | DSA DPEA (-)  | DEC (-)    |                    |                      |                           |                         |                         |                         |                         |                   |                       |                             |  |  |  | DESV (-) |
| Nom du diplôme (niv. RNCP/ CEC, sauf (-)) | +7                                              | Doctorat (8)                                             | DE Médecin DES (-)                                                                                                  | DSA DPEA (-)  | DEC (-)    |                    |                      |                           |                         |                         |                         |                         |                   |                       |                             |  |  |  | DESV (-) |
| Nom du diplôme (niv. RNCP/ CEC, sauf (-)) | +6                                              | Doctorat (8)                                             | DE Dentaire (-) DE Pharmacie (-) DFASM (7)                                                                          | HMONP (-)     | DEC (-)    | DE Vétérinaire (-) |                      |                           |                         |                         |                         |                         |                   |                       |                             |  |  |  |          |
| Nom du diplôme (niv. RNCP/ CEC, sauf (-)) | +5                                              | DFASO DFASP DEMK DESF (7)                                | Master (7) | DEA (7)       | DSCG (7)   | DNSEP(7) DSAA (-)  | CCO DE IA DE IPA (7) | CA (7) CNSMD(7) CNSAD (-) | MSc MBA MS Diplovis (-) | ENC (-) ENS (-) INP (-) | ENS (-) IAE (7) ESC (-) | EI (7) ENS (-) DEFV (7) |                   |                       |                             |  |  |  |          |
| Nom du diplôme (niv. RNCP/ CEC, sauf (-)) | +4                                              | DFASO DFASP DEMK DESF (7)                                | Master (7) | DEA (7)       | DSCG (7)   | DNSEP(7) DSAA (-)  | CCO DE IA DE IPA (7) | CA (7) CNSMD(7) CNSAD (-) | MSc MBA MS Diplovis (-) | ENC (-) ENS (-) INP (-) | ENS (-) IAE (7) ESC (-) | EI (7) ENS (-) DEFV (7) |                   |                       |                             |  |  |  |          |
| Nom du diplôme (niv. RNCP/ CEC, sauf (-)) | +3                                              | DFGSM DFGSO DFGSP DFGSMa (6)                             | Licence (6) | LP BUT (6)    | DEEA (6)   | DCG (6)            | DN MADE DNA (6)      | DE I (6) IFPS IRFSS (-)   | DNSP (6)                | ENC (-) ENS (-) INP (-) | ENS (-) IAE (7) ESC (-) | EI (7) ENS (-) DEFV (7) | IRTS (3-6)        | Bachelor Diplovis (-) |                             |  |  |  |          |
| Nom du diplôme (niv. RNCP/ CEC, sauf (-)) | +2                                              | DFGSM DFGSO DFGSP DFGSMa (6)                             | Licence (6) | LP BUT (6)    | DEEA (6)   | DCG (6)            | DN MADE DNA (6)      | DE I (6) IFPS IRFSS (-)   | DNSP (6)                | BTS (5)                 | AL/BL LSH (-)           | ECG D1 D2 (-)           | IRTS (3-6)        | Bachelor Diplovis (-) | BC MP PC PSI PT MPI TSI (-) |  |  |  |          |
| Filière, discipline ou spécialité         | +1                                              | L.AS PASS (-)                                            | Licence (6) | LP BUT (6)    | DEEA (6)   | DCG (6)            | DN MADE DNA (6)      | DE I (6) IFPS IRFSS (-)   | DNSP (6)                | BTS (5)                 | AL/BL LSH (-)           | ECG D1 D2 (-)           | IRTS (3-6)        | Bachelor Diplovis (-) | BC MP PC PSI PT MPI TSI (-) |  |  |  |          |
| Filière, discipline ou spécialité         |                                                 | Médecine Odontologie Pharmacie Maïeutique Kinésithérapie | Arts - Commerce, économie - Droit - Enseignement - Lettres et langues - Sciences humaines - Sciences et technologie | Pro ou Techno | Architecte | Comptabilité       | Arts Design Mode     | Paramédical et santé      | Musique Danse Comédie   | Social Sports           | Libre Technique         | STS                     | Lettres           | Économie              | Scientifique                |  |  |  |          |
| Filière, discipline ou spécialité         | Université, École délivrant un diplôme national | Université, École délivrant un diplôme national          | Université, École délivrant un diplôme national                                                                     | École         | École      | École              | École                | École                     | École                   | École Privée            | École, Lycée CPGE       | École, Lycée CPGE       | École, Lycée CPGE | École, Lycée CPGE     |                             |  |  |  |          |